# Walter Hagen

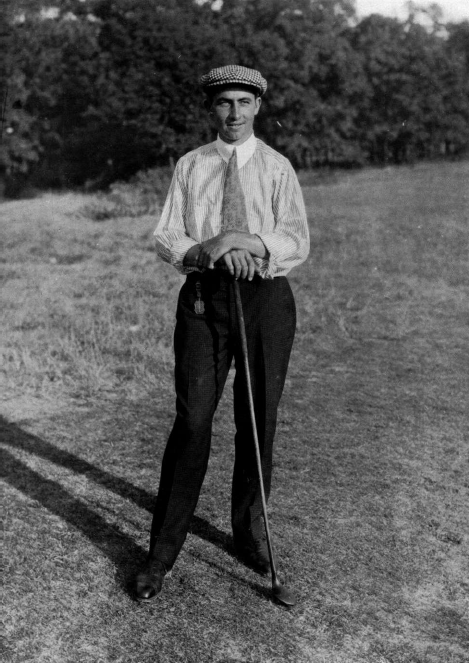
Walter Hagen in 1914

Walter Charles Hagen (Rochester, New York, 21 december, 1892 - 6 oktober 1969) was een Amerikaanse golfer, die de sport meer dan 25 jaar lang domineerde.

## Levensloop
Hagen won het US Open net voor en net na de Eerste Wereldoorlog, waarbij hij in 1919 Mike Brady versloeg in een 18-holes play-off met een score van 77 tegen 78.
Zijn totaal van elf overwinningen in major toernooien is anno 2009 slechts verbeterd door twee golfers, namelijk Jack Nicklaus, van wie de teller op achttien toernooizeges staat en Tiger Woods met 15 overwinningen. Hij won de US Open tweemaal en in 1922 werd hij de eerste Amerikaan die The Open Championship, het Britse kampioenschap op zijn naam wist te schrijven. Gedurende zijn carrière zou hij dat toernooi in totaal viermaal winnen. Ook won hij het PGA Championship vijfmaal, de Western Open eveneens vijfmaal. Verder boekte hij veertig toernooi overwinningen op de PGA Tour. Ten slotte was hij de aanvoerder van het Amerikaanse team in de eerste zes edities van de Ryder Cup. Naar alle waarschijnlijkheid is Hagen de eerste sporter in de wereld die meer dan een miljoen dollar heeft verdiend.
Hagen overleed op 76-jarige leeftijd op 6 oktober 1969. Hij was een zeer gerespecteerde man en tijdens zijn begrafenis werd zijn kist door diverse mensen uit de sportwereld gedragen, waaronder Arnold Palmer en George Morris.

## Gewonnen

#### Major overwinningen
- US Open: 1914, 1919
- The Open Championship: 1922, 1924, 1928, 1929
- PGA Championship: 1921, 1924, 1925, 1926, 1927

Hagen is nog steeds de enige speler die 4x achter elkaar een Major won
In 1934 werd het vierde majortoernooi, The Masters opgericht. Hagen was al over zijn top heen, hij heeft dat toernooi nooit gewonnen.

#### Amerikaanse PGA Tour
- 1916: Metropolitan Open, Shawnee Open, Western Open
- 1918: North and South Open
- 1919: Metropolitan Open
- 1920: Florida West Coast Open, Metropolitan Open, Bellevue C.C. Open
- 1921: Western Open
- 1922: Deland Open Championship, Florida West Coast Open, White Sulphur Springs Open,
- 1923: Valero Texas Open, Florida West Coast Open, Asheville-Biltmore Open Championship, North and South Open, Kansas Mid-Continent Pro Championship (tie met Joe Kirkwood sr.)
- 1924: North and South Open, Metropolitan PGA, Princess Anne C.C. Open
- 1926: Florida West Coast Open, Eastern Open Championship, Western Open
- 1927: Western Open
- 1929: Long Beach Open, Miami International Four-Ball (met Leo Diegel), Great Lakes Open
- 1931: Coral Gables Open (tie met Henri Ciuci), Canadian Open
- 1932: Western Open, St Louis Open
- 1933: Tournament of the Gardens Open
- 1935: Gasparilla Open-Tampa
- 1936: Inverness Invitational Four-Ball (met Ky Laffoon)

### Andere overwinningen
O.a.
- 1920: Frans Open
- 1924: Belgisch Open in Oostende